# Kazuya Mishima
Kazuya Mishima är en fiktiv karaktär i fighting-spelet Tekken skapat av Namco. Kazuya är ett anagram av Yakuza, namnet på den japanska maffian. Han har vunnit och blivit mästare i kampsportsturneringen King of Ironfist två gånger, i Tekken (1) och Tekken 4.

## Historia
Kazuya är son till Heihachi Mishima, ägaren till det världsomfattande konglomeratet Mishima Zaibatsu. Kazuya lärde sig Mishima Style Karate av Heihachi och Jinpachi. Han har en adopterad bror från Kina, Lee Chaolan. Han hade ett kort förhållande med Jun Kazama, som senare födde Jin Kazama. Jun och Kazuya hade ett kort förhållande men det är okänt om de blev kära i varandra eller inte. Namco har varit väldigt otydliga. Jun blev senare attackerad och dödad av Ogre. Kazuyas rival är Paul Phoenix.
Kazuya har aldrig haft en bra relation med Heihachi, men hans relation med Jinpachi var bättre. Han är helt korrumperad och uppslukad av Devil och sitt hat mot Heihachi.

## Före Tekken 1
Kazuyas far Heihachi var en väldigt hård och sträng far och ville fostra en värdig arvtagare till Mishima Zaibatsu. Heihachis fru dog strax efter det att Kazuya föddes och man antar att Heihachi skyllde hennes död på Kazuya. Han uppfostrade Kazuya hårt, men denne växte upp och blev snäll och känslig istället. Detta kan bero på att hans farfar Jinpachi var mycket snällare mot honom än Heihachi. Efter att Heihachi stulit Mishima Zaibatsu från hans far och senare spärrade in honom under Hon-Maru blev han till slut trött på Kazuyas svagheter och bestämde sig för att kasta ner honom i en djup ravin för att testa honom. Han tog Kazuya, som endast var ca 5-7 år då, till ravinen och sade att om han var hans riktiga son skulle han överleva fallet och kunna klättra upp igen. Kazuyas överlevde genom att han slöt en pakt med djävulen för att kunna ta hämnd på Heihachi. I utbyte sålde han sin själ till Devil.

### Tekken 1
Kazuya reste runt jorden och deltog i olika turneringar och tävlingar och blev till slut en obesegrad mästare. Det var bara Paul Phoenix som lyckades med en oavgjord match mot honom. 
När Heihachi tyckte det var dags att testa sin sons färdigheter annonserade han ut "Iron Fist Tournament", där prissumman var otroligt hög.
Kazuya var föga intresserad av prispengarna, utan tänkte bara på att detta var hans chans till att ta hämnd. Mycket till Heihachis förvåning förlorade han och Kazuya slängde ner honom i samma ravin som han blev nedslängd i. Kazuya tog sedan över Mishima Zaibatsu.

### Tekken 2
Mishima Zaibatsu blev nu mer korrupt än nånsin under Kazuyas ledarskap. Han sysselsatte konglomeratet med illegala aktiviteter såsom lönnmord, utpressning och smuggling av utrotningshotade djur. Kunimitsu hade blivit utslängd från Manji-clan av Yoshimitsu och kom till Kazuya för att få hjälp. Hon blev anställd för att stjäla skatter från Michelles stam. Kazuya anställde också Bruce och Ganryu som sina livvakter. Heihachi överlevde fallet och började träna och meditera. När Kazuya fick höra att Heihachi fortfarande levde annonserade han ut Iron Fist Tournament 2. Heihachi besegrade alla sina motståndare och när han kom till Kazuya såg han hur korrumperad och galen han hade blivit av Devil beslöt han sig för att förgöra Kazuya för alltid. Han besegrade Kazuya och Devil, fast det sägs att han gjorde det genom att fuska eftersom Kazuya försökte ta kontroll över sin kropp genom att duellera med Devil andligt. Efteråt slängde han ner Kazuya i en vulkan för att döda honom.
Enligt historien i Tekken hade Kazuya och Jun ett kort förhållande och senare blev Jun gravid med Jin. Namco har varit väldigt oklara om vad som egentligen hände mellan de två och detta har lett till många spekulationer och teorier. Vissa tror att Jun blev våldtagen, vissa tror att båda två var besatta av Devil. Många tror dock att det faktiskt var riktig kärlek mellan de två. I den Tekkenbaserade animen blev de kära i varandra, men Namco har varken bekräftat eller dementerat detta.

### Tekken 3
Kazuya är inte med som en spelbar karaktär i Tekken 3 men han är med i Eddy Gordos slut på ett foto. Eddy förstår då att det var Kazuya som dödade hans far.

### Tekken 4
G Corporation hittade Kazuyas brända kropp i vulkanen och återuppväckte honom. Kazuya började undersöka djävulsgenen som fanns inom honom, genom att utföra olika experiment på sig själv. Om han kunde komma på hemligheten med att kontrollera djävulsgenen kunde han bli Devil och besegra Heihachi. Men 22 år senare, efter att Tekken 3 var slut, bröt sig Tekken Force in och stal all deras data. Kazuya var i byggnaden och blev senare påträffad av Tekken Force som försökte slå ner honom, men de misslyckades och Kazuya lovade att han skulle ta tillbaka allting. Kazuya gjorde sig beredd att slåss mot Jin i sin näst sista match men Jin dyker aldrig upp, och Kazuya går automatiskt till final. Där får han möta Heihachi, som förlorar mot Kazuya och tar honom till Hon-Maru där han planerar att kedja fast Kazuya, precis som han gjort mot Jin. Men när de kommer till Hon-Maru tar Devil över Kazuya och skjuter bort Heihachi som blir medvetslös. Men Kazuya lyckas efter många experiment att förgöra Devil (vilket betyder att Devils krafter tillhör honom). Kort efter det försöker han att omvandla Jin till sin djävulsform, men misslyckas. Han skriker då åt Jin att vakna. Jin vaknar och börjar slåss mot Kazuya, som förlorar.

### Tekken 5
Kort efter det att Jin hade besegrat Heihachi och Kazuya i Hon-Maru invaderades byggnaden av en grupp Jack-4. De slogs tillsammans och slog sönder ett antal Jacks, men sedan slängde Kazuya Heihachi åt Jack-4. Kazuya förvandlade sig till Devil och flög därifrån när Hon-Maru sprängdes i luften. Kazuya planerade nu att ta över Mishima Zaibatsu, men när han hörde om "Iron Fist Tournament 5" gick han med i turneringen för att ta reda på vem som höll i turneringen och besegra den personen.

### Tekken 6
Trots att han inte vann Iron Fist Tournament 5 upptäcker Kazuya att G Corporation försökte döda honom och Heihachi. Han dödar dem alla som hämnd och blir deras nya VD och använder det som det enda starka motståndet mot Mishima Zaibatsu, som nu leds av Jin, som har börjat sin världsdominans och förklarade krig mot flera nationer. Vid den här tiden ser världens befolkning G Corporation som den enda frälsaren om Kazuyas verkliga avsikt var att döda Jin och ta över världen själv, och Kazuya använder företagets inflytande till sin fördel: att stoppa Jin från att hindra hans planer för världsherravälde, Kazuya svor på Jins huvud för vem skulle klara av att fånga honom, död eller levande och beslutar att gå in på "Iron Fist Tournament 6" (som Jin annonserade) för att stoppa släktfejderna en gång för alla.

## Kuriosa
- Kazuya var egentligen död efter Tekken 2 men på grund av hans popularitet bland fansen valde Namco att ta tillbaka honom.

- Toshiyuki Morikawa är Kazuyas röstskådespelare sen Tekken 4.

## Relationer
- Heihachi Mishima - Far
- Jin Kazama - Son
- Jinpachi Mishima - farfar
- Jun Kazama - Mor till Jin
- Lee Chaolan - adopterad bror
- Devil - En demon som kontrollerade honom i Tekken 2
- Angel - Representerar Kazuyas goda sida
- Paul Phoenix - Rival
- Bruce Irvin - Livvakt åt Kazuya i Tekken 2
- Ganryu - Livvakt åt Kazuya i Tekken 2